# Montcornet (Aisne)
Montcornet település Franciaországban, Aisne megyében. Lakosainak száma 1224 fő (2022. január 1.). Montcornet Chaourse, Dizy-le-Gros, Lislet, Montloué, Soize, La Ville-aux-Bois-lès-Dizy és Vincy-Reuil-et-Magny községekkel határos.

## Népesség
A település népességének változása:
| Lakosok száma | 1486 | 1781 | 1755 | 1654 | 1478 | 1384 | 1338 | 1324 | 1291 | 1224 |
|               | 1968 | 1982 | 1990 | 2006 | 2013 | 2015 | 2017 | 2019 | 2020 | 2022 |